# Essbåten

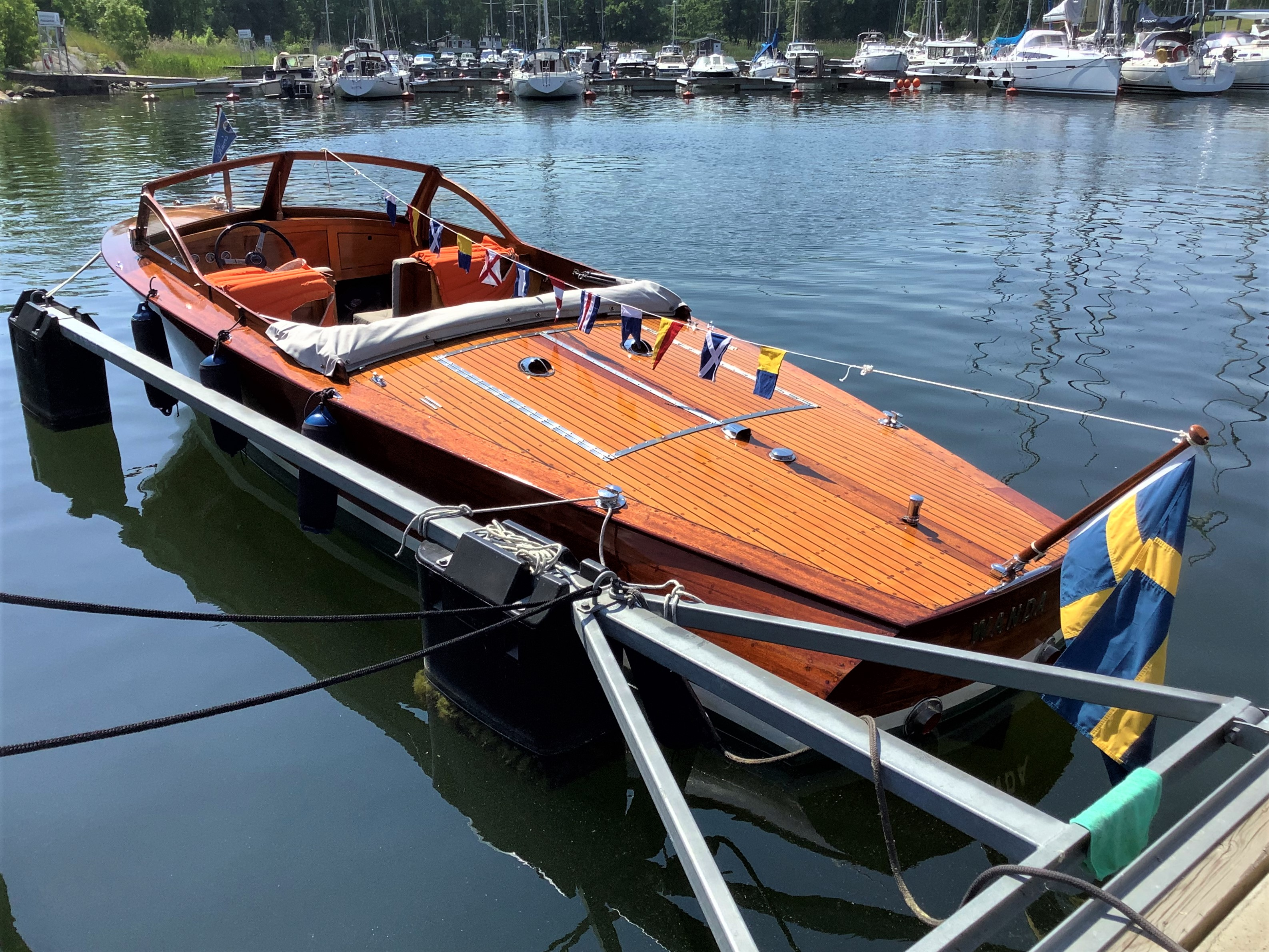
Essbåten Wanda från 1937 i Gustavsbergs hamn, 2021

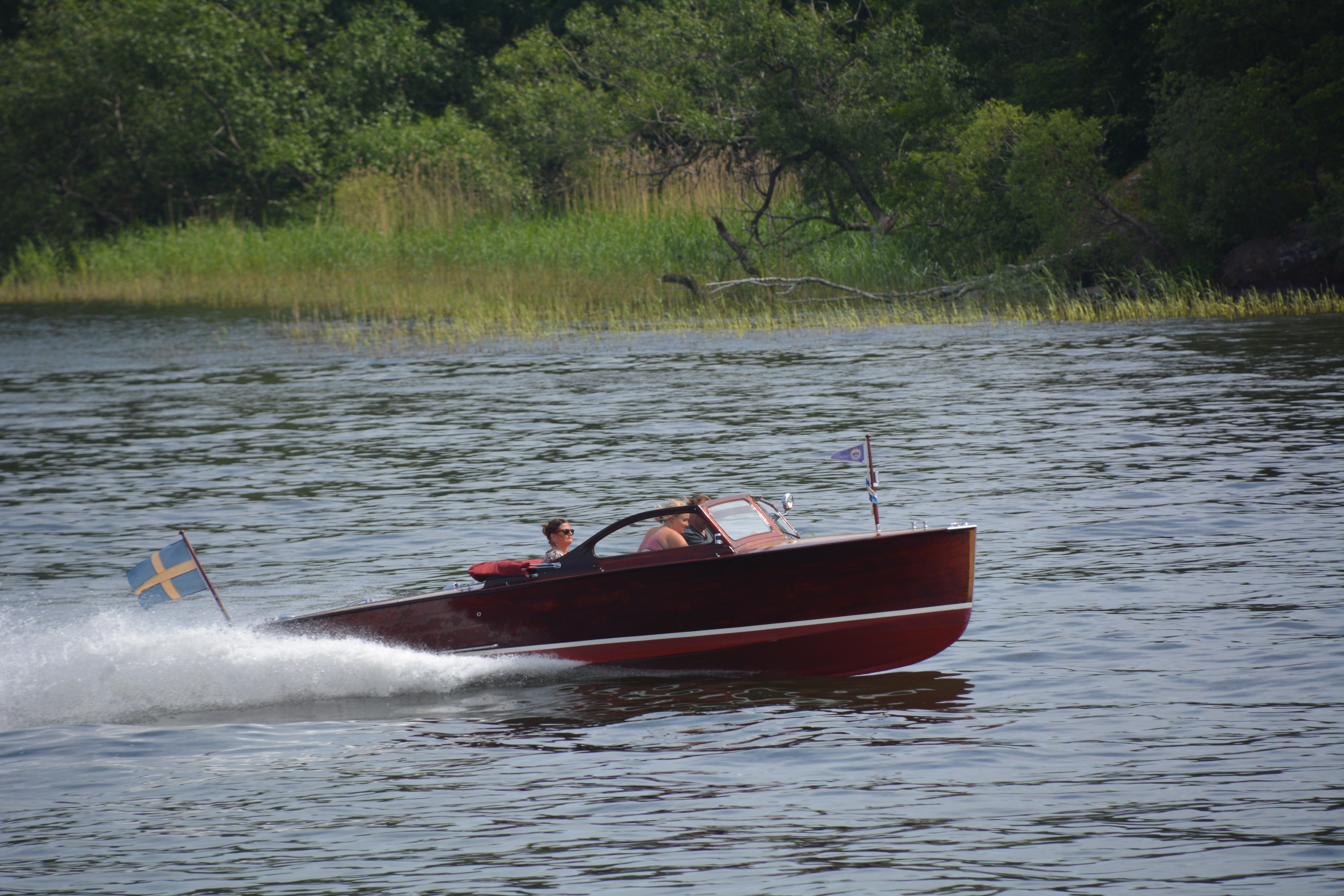
Essbåten Wira III, byggd 1933, fotograferad på Mälaren 2019

Essbåten är en passbåtstyp som konstruerades av Gideon Forslund 1929 och som byggdes, med ett uppehåll under andra världskriget, fram till omkring 1960 på Forslunds varv i Marieberg i Stockholm.
Båten är inspirerad av amerikanska passbåtar från Chris-Craft och liknande båttillverkare och byggd i mahogny i kravell på ekspant. Namnet sammanhänger med varvets närhet till Lilla Essingen, och fick efterföljd av andra av Gideon Forslunds båtmodeller: den något mindre pass- eller racerbåten Essungen och ruffbåtarna Esskryssaren och Stora Esskryssaren.
Essbåtens motor är placerad bakom den öppna sittbrunnen av personbilkupétyp. Båten är 6,5–6,75 meter lång och 1,85–2,15 meter bred. Den är halvplanande och kom med en ursprunglig motor upp över 20 knop.
Två av de senare tillverkade exemplaren av Essbåten, Kristina och Relda, har k-märkts av Sjöhistoriska museet. Kristina hade ursprungligen en Chris-Craftmotor på 185 hästkrafter. Relda utrustades med en Ford sidventils-V8 (59 A) på 85 hästkrafter från 1938.